# Dave Lambert
David Alden Lambert (ur. 19 czerwca 1917 w Bostonie, zm. 3 października 1966 na Connecticut Turnpike k. Norwalk) – amerykański wokalista i aranżer jazzowy, pionier wokalezy.

## Życiorys
Po ukończeniu szkoły średniej rozpoczął karierę muzyczną. W latach 1936–1938 był perkusistą, trębaczem i wokalistą w The Hugh McGinnes Trio. W 1943 kierował grupą wokalną w orkiestrze Johnny’ego Longa. Następnie w latach 1944–1945 pracował w big-bandzie Gene’a Krupy. Wtedy w duecie z Buddym Stewartem zaśpiewali scatem utwór What’s This, co uznano za pierwszą wokalną wersję stylu bebop.
Od końca lat 40. do drugiej połowy następnego dziesięciolecia prowadził z przerwami grupę wokalną o zmiennym składzie – The Dave Lambert Singers. W 1949 wystąpił z Charliem Parkerem w jednym z transmitowanych przez radio koncertów w nowojorskim klubie Royal Roost. Pojawił się także na Broadwayu. W latach 1945 i 1946 występował w musicalu Are You With It?.
W 1957 po wspólnej sesji nagraniowej nawiązał współpracę z wokalistą i tekściarzem Jonem Hendricksem. Pewnego razu stwierdził: „Zanim umrzemy z głodu, powinniśmy wymyślić coś, co dla wielu ludzi będzie dowodem naszego istnienia”. Pokonując liczne problemy wydawniczo-artystyczne nagrali płytę z utworami Counta Basiego, w których sekcję instrumentów dętych zastąpili głosami. Zrobili to już z udziałem Annie Ross, która śpiewała wysokie nuty. Podczas realizacji posłużyli się w nowatorski sposób techniką overdubbingu. Znana już wcześniej, była prawie niestosowana. Wydany w 1958 album Sing a Song of Basie zdobył dużą popularność. Dzięki niemu powstała najsłynniejsza w historii jazzu grupa wokalna: Lambert, Hendricks & Ross. Z Hendricksem jako autorem tekstów i Lambertem jako aranżerem trio, stale dopracowując sztukę wokalezy, spopularyzowało ją w świecie muzyki. Zdobywało liczne nagrody i wyróżnienia. We wrześniu 1959 troje wokalistów pojawiło się na okładce tygodnika jazzowego „DownBeat”, opatrzonej nagłówkiem: Najbardziej ekscytująca nowa grupa w jazzie. Przez kilka lat wygrywała w corocznych plebiscytach tego pisma w kategorii „Grupa wokalna” w głosowaniu zarówno czytelników jak krytyków. W 1961 trio otrzymało nagrodę Grammy za album High Flying, uzyskując już wcześniej dwie nominacje. Od początku istnienia do 1962, kiedy z powodu uzależnienia od narkotyków odeszła z grupy Ross, występy tria były najlepiej sprzedawanymi imprezami muzycznymi na rynku. Przez krótki czas z grupą śpiewała Kanadyjka Anne Marie Moss. Grupa przyjęła wówczas nazwę: „Lambert Hendricks & Moss”. Drugą zastępczynią Ross została Lankijka Yolande Bavan. Powstałe trio Lambert, Hendricks & Bavan zostało rozwiązane w 1964.
W tym samym roku założył kwintet Lambert & Co., w którego składzie znaleźli się także: Mary Vonnie, Sarah Boatner, Leslie Dorsey i David Lucas. Grupa uczestniczyła w przesłuchaniach w wytwórni RCA Records przed ewentualnym podpisaniem kontraktu. Zarejestrował to reżyser D.A. Pennebaker w piętnastominutowym, czarno-białym filmie dokumentalnym pt. Lambert & Co., którego współrealizatorem był Richard Leacock. Były to prawdopodobnie ostatnie zdjęcia filmowe wokalisty, który dwa lata później zginął w wypadku drogowym.

### Śmierć
3 października 1966 we wczesnych godzinach porannych, kiedy jeszcze było ciemno, zginął na drodze Connecticut Turnpike, uderzony przez ciągnik siodłowy, prowadzony przez Floyda H. Demby’ego. Drugą ofiarą śmiertelną był kierowca innego auta – Richard Hillman. Do wypadku doszło prawdopodobnie podczas wymiany koła. Dwaj potrąceni mężczyźni znajdowali się na jezdni przy nieoświetlonym pick-upie z uszkodzonym ogumieniem. Miejscowa koroner, Isadore Kotler, orzekła później, że w tych okolicznościach wypadku nie można było uniknąć, kierowca ciągnika nie naruszył przepisów prawa i jest niewinny. Prasa snuła różne przypuszczenia na temat przebiegu zdarzenia, nigdy jednak nie podano jego zweryfikowanej wersji.

## Dyskografia
- 1954 The Young At Bop – Dave Lambert–Buddy Stewart (Mercury)
- 1958 Sing Along with Basie – Joe Williams–Dave Lambert–Jon Hendricks–Annie Ross Plus the Basie Band (Roulette Records)
- 1960 Sing, Swing Along with Dave Lambert (United Artists Records)

Lambert, Hendricks & Ross
- 1958 
  - Sing a Song of Basie (ABC/Paramount)
  - Sing Along with Basie (Roulette Records)
- 1959
  - The Swingers! – Lambert, Hendricks & Ross with Zoot Sims (World Pacific Records)
  - A Good Git-Together (World Pacific)
  - The Hottest New Group In Jazz (Columbia)
- 1960
  - Lambert, Hendricks & Ross Sing Ellington (Columbia)
  - High Flying (Columbia)
- 1962 The Real Ambassadors (CBS) – różni wykonawcy
- 1979 Basie Live in Person with Vocals by Lambert, Hndricks & Ross Plus Joe Williams (Natural Organic)
- 1989 Everybody’s Boppin (Columbia)

Lambert, Hendricks & Bavan
- 1963
  - At Newport ’63 (RCA Victor)
  - Recorded Live at Basin Street East (RCA Victor)
- 1964 Havin' a Ball at the Village Gate (RCA Victor)
- 1987 Swingin’ Till the Girls Come Home (Bluebird)

Zestawienie wg dat wydania płyt